# Yambuku
Yambuku är en liten by i provinsen Mongala (tidigare i Équateur) i norra Kongo-Kinshasa. Internationellt är den bland annat känd för ebolautbrottet 1976.

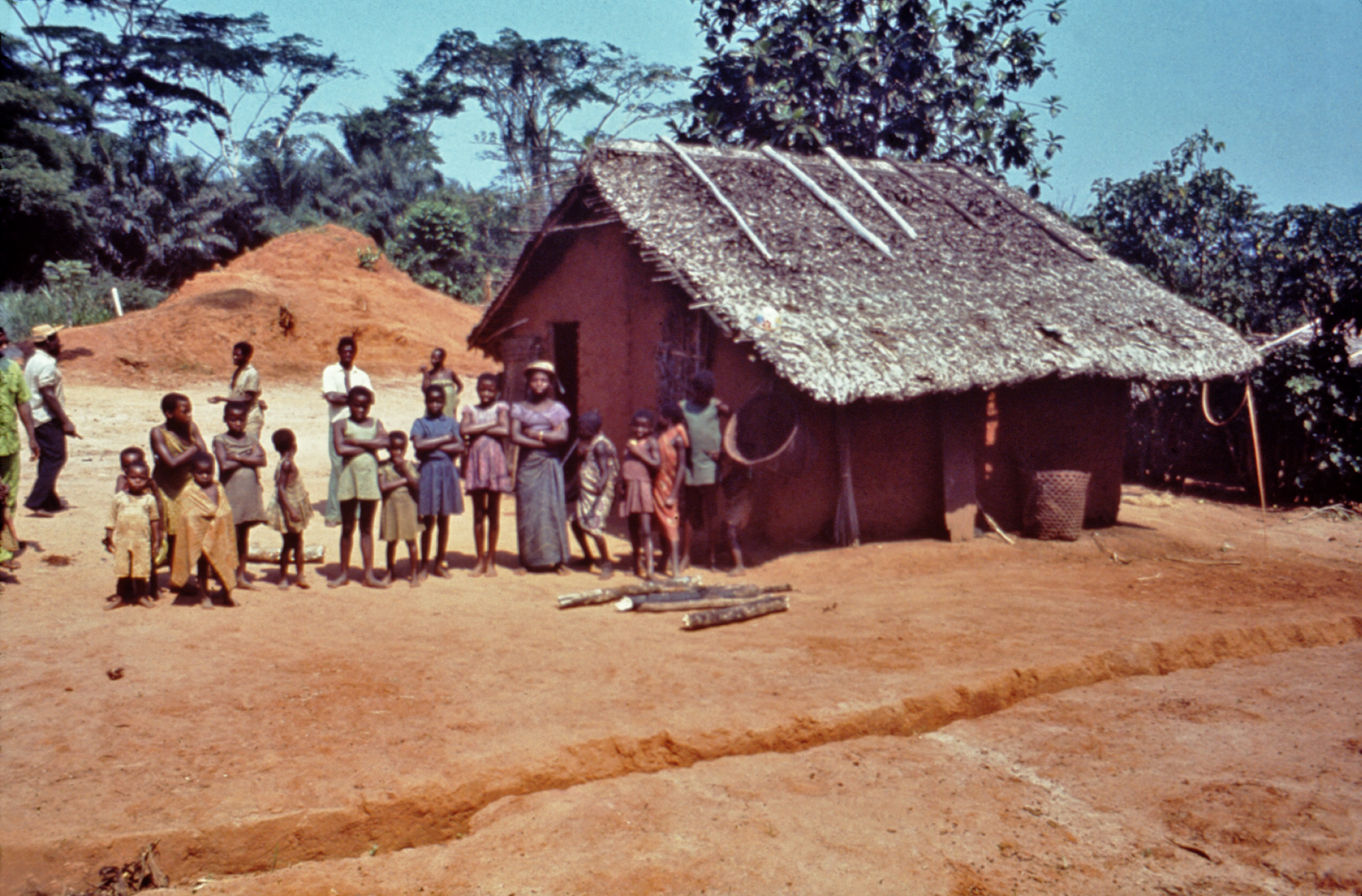
Yambuku

### Fotnoter
1. ↑  Barry Hewlett, Bonnie Hewlett (2007) (på engelska). Ebola, Culture and Politics: The Anthropology of an Emerging Disease. Cengage Learning. sid. 103. http://books.google.com/books?id=aboFAAAAQBAJ&pg=PA103&lpg=PA103&dq=congo+yambuku&source=bl&ots=pBDyVznpfn&sig=_6uTpL46YKgFJmniEMIo2G5Um3I&hl=en&sa=X&ei=SKDaU9-ONtKj8gGK74DYAQ&ved=0CEMQ6AEwBzgK#v=onepage&q=congo%20yambuku&f=false. Läst 13 november 2014